# Bernard Agré
Bernard Agré (1926–2014) là một Hồng y người Bờ Biển Ngà của Giáo hội Công giáo Rôma. Ông từng đảm nhận vai trò Hồng y Đẳng Linh mục Nhà thờ S. Giovanni Crisostomo a Monte Sacro Alto, Tổng giám mục đô thành Tổng giáo phận Abidjan trong suốt 12 năm, từ năm 1994 đến năm 2006.
Vốn là một giáo sĩ trong vai trò lãnh đạo giáo hội địa phương, ông từng đảm trách nhiều vai trò khác nhau trước khi tiến đến trở thành Tổng giám mục đô thành Abidjan, như: giám mục chính tòa Giáo phận Man (1968–1992), giám mục chính tòa Giáo phận Yamoussoukro (1992–1994). Ngoài lãnh đạo các giáo phận được bổ nhiệm, ông còn đảm nhận vị trí quan trong tại Hội đồng giám mục khu vực, với chức vị Chủ tịch Liên Hội đồng Giám mục các Quốc gia Tây Phi Sử dụng Pháp Ngữ (1986–1991). Ông được vinh thăng Hồng y ngày 21 tháng 2 năm 1991, bởi Giáo hoàng Gioan Phaolô II.

## Tiểu sử
Đức Hồng y Bernard Agré sinh ngày 2 tháng 3 năm 1926 tại Monga, Bờ Biển Ngà. Sau quá trình tu học dài hạn tại các cơ sở chủng viện theo quy định của Giáo luật, ngày 20 tháng 7 năm 1953, Phó tế Agré, 27 tuổi, tiến đến việc được truyền chức linh mục. Cử hành nghi thức truyền chức cho tân linh mục là giám mục Jean-Baptiste Boivin, S.M.A., Đại diện Tông Tòa Hạt Đại diện Tông Tòa Abidjan. Tân linh mục đồng thời cũng là thành viên linh mục đoàn Hạt Đại diện Tông Tòa Abidjan.
Sau 15 năm thi hành các công việc mục vụ với thẩm quyền và cương vị của một linh mục, ngày 8 tháng 6 năm 1968, Tòa Thánh loan tin Giáo hoàng đã quyết định tuyển chọn linh mục Bernard Agré, 42 tuổi, gia nhập Giám mục đoàn Công giáo Hoàn vũ, với vị trí được bổ nhiệm là giám mục chính tòa Giáo phận Man. Lễ tấn phong cho vị giám mục tân cử được tổ chức sau đó vào ngày 3 tháng 10 cùng năm, với phần nghi thức chính yếu được cử hành cách trọng thể bởi 3 giáo sĩ cấp cao, gồm chủ phong là Tổng giám mục Bernard Yago, Tổng giám mục đô thành Tổng giáo phận Abidjan; hai vị giáo sĩ còn lại, với vai trò phụ phong, gồm có Tổng giám mục Bernardin Gantin, Tổng giám mục đô thành Tổng giáo phận Cotonou và Giám mục Guy-Marie-Joseph Riobé, giám mục chính tòa Giáo phận Orléans. Tân giám mục chọn cho mình khẩu hiệu: ÊTRE TOUT À TOUS. Gần 1 tuần sau khi được truyền chức, ông chính thức nhận giáo phận mới của mình, vào ngày 8 tháng 10.
Ngoài lãnh đạo các giáo phận được bổ nhiệm, ông còn đảm nhận vị trí quan trong tại Hội đồng giám mục khu vực, với chức vị Chủ tịch Liên Hội đồng Giám mục các Quốc gia Tây Phi Sử dụng Pháp Ngữ trong 5 năm, từ năm 1986 đến năm 1991.
Sau 24 năm đảm nhiệm vai trò giám mục Man, Tòa Thánh quyết định thuyên chuyển Giám mục Bernatoard Agré làm Giám mục chính tòa Giáo phận Yamoussoukro. Thông báo từ Tòa Thánh chính thức được công bố vào ngày 6 tháng 3 năm 1992. Ông đã cử hành các nghi thức nhận nhiệm sở của mình sau đó vào ngày 17 tháng 5 cùng năm.
Chỉ sau khoảng thời gian 2 năm được thuyên chuyển đến nhiệm sở mới, Giám mục Agré được Tòa Thánh thăng Tổng giám mục, qua việc bổ nhiệm giám mục này làm Tổng giám mục đô thành Tổng giáo phận Abidjan. Thông báo về việc bổ nhiệm này được công bố cách rộng rãi vào ngày 19 tháng 12 năm 1994. Tân Tổng giám mục đã đến cử hành các nghi thức nhận giáo phận sau đó vào ngày 26 tháng 2 năm 1995.
Bằng việc tổ chức công nghị Hồng y năm 2001 được cử hành chính thức vào ngày 21 tháng 2, Giáo hoàng Gioan Phaolô II đưa ra quyết định vinh thăng Tổng giám mục Bernard Agré tước vị danh dự của Giáo hội Công giáo, Hồng y. Tân Hồng y thuộc Đẳng Hồng y Linh mục và Nhà thờ Hiệu tòa được chỉ định là Nhà thờ S. Giovanni Crisostomo a Monte Sacro Alto. Tân Hồng y đã cử hành các nghi thức nhận nhà thờ hiệu tòa của mình vào ngày 27 tháng 5 cùng năm.
Ngày 2 tháng 5 năm 2006, Tòa Thánh chấp thuận đơn từ nhiệm của ông vì lý do tuổi tác, theo Giáo luật.
Ông qua đời ngày 9 tháng 6 năm 2014, ông qua đời, thọ 88 tuổi.